# Al-Karak (Jordània)
Al-Karak (àrab: الكرك, al-Karak) és una ciutat de Jordània, capital de la governació d'al-Karak. Està situada a 140 km al sud d'Amman. És famosa per la seva fortalesa croada, situada en un turó a uns 1.000 metres d'altura, amb una vista excel·lent sobre el mar Mort. Té una població de 21.678 habitants (2003) que, incloent tota l'àrea metropolitana, ascendeixen a uns 68.800, la qual cosa suposa el 31,5% de tota la governació. El percentatge de cristians a la ciutat és dels més alts de Jordània. La població el 1973 era d'uns deu mil habitants.

## Història
Zona ocupada molt antigament, fou ciutat dels moabites que la van anomenar Quir de Moab. A la Bíblia s'esmenta com Qer Harreseth, i ha estat identificada com una de les ciutats dominades pels assiris; Tiglatpileser III hi hauria enviat als presoners després de la conquesta de Damasc.
En una època no coneguda va passar als àrabs i pertanyia als nabateus quan fou conquerida per Roma sota Trajà el 105. Després d'això fou coneguda com a Kharkha i durant l'Imperi Romà d'Orient fou seu d'un bisbat amb la important església de Nazareth.
Fou conquerida pels àrabs en data desconeguda posterior a la batalla de Muta (629) que es suposa que és la vila d'aquest nom prop d'al-Karak. La població era segurament àrab i de majoria cristiana sota domini dels gassànides. Segons l'historiador Teòfanes a la zona hi havia un delegat romà d'Orient (vicarius) de nom Theodoros, que va dirigir les forces que van enfrontar als musulmans i els va derrotar; tres caps musulmans Zayd ibn Hāritha, Djafar ibn Abī Tālib (Djafar al-Tayyār) i Abd Allāh ibn Rawāha van morir; els sobrevivents foren salvats per la direcció de Khàlid ibn al-Walid, més tard un general famós. Després d'aquesta batalla van seguir altres a Adjnadayn (Palestina del sud) i Fihl (antiga Pel·la de Palestina) a la vall del riu Jordà i finalment la batalla del Yarmuk. El 635 al-Karak estava en mans dels àrabs musulmans. Va romandre una ciutat de majoria cristiana. La zona tenia una bona producció agrícola i minera i forma part del djund de Damasc, i en concret del districte (kura) de Maab (Moab) amb capital a al-Rabba (Maab, grec Aeròpolis) o a Zughar (antiga Zoar). Al segle x aquest districte fou transferit al djund de Filastin (Palestina).
Va ser governada pels ikhxídides (vers 941) i el 972 ja estava en mans dels fatimites. El 983 al-Karak fou el centre d'una rebel·lió contra els fatimites que fou aplanada. Fou al començament del segle xii una senyoria dels croats dins del regne de Jerusalem, anomenada senyoria de Transjordània o del Crac de Moab (Krak dels Moabites).
El 1172, Nur-ad-Din Mahmud va ordenar a Saladí dirigir les seves tropes a Palestina per agafar els francs entre dos focs. El primer objectiu fou al-Karak que es va rendir a Saladí als pocs dies de setge. Però Saladí no volia la desaparició del Regne de Jerusalem, que separava Egipte de Síria, i va tornar al Caire. El 1188 els croats van capitular finalment enfront de Saladí. Els altres castells de la baronia també es van rendir el mateix 1188 i el 1189. Els aiúbides van governar Kerak del 1188 al 1263.

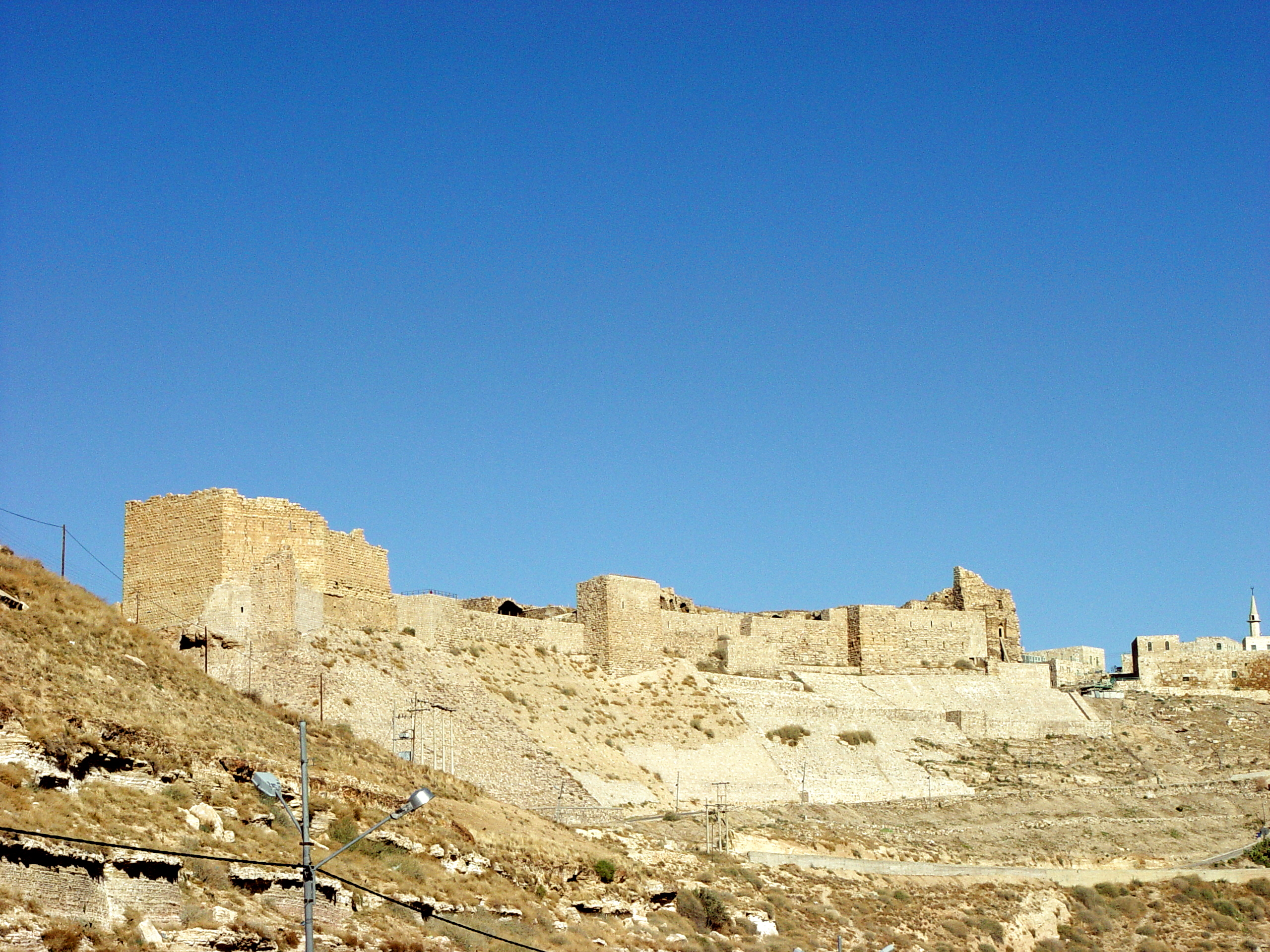
Crac de Moab

El 1263 fou annexionat al sultanat mameluc. Baibars va ampliar les fortificacions. El 1309 el sultà añl-Nasir es va refugiar a la fortalesa quan va fugir del Caire; en aquest temps era capçalera d'uma mamlaka, o subdivisió de la província de Síria o Palestina. Un governador mameluc residia a al-Karak però generalment disposava de pocs homes;a mesura que les tribus beduïnes van guanyar importància, els incidents es van fer més continuats i el governador no podia imposar orde; una revolta el 1506-1507 va obligar a fugir al governador i no fou recuperada fins al 1512.
El 1517 els turcs otomans van ocupar la zona i van heretar la mateixa situació. Van nomenar com a governador de Damasc amb autoritat sobre al-Karak al mameluc Djanbirdi al-Ghazali (governador de Jerusalem i nominalment Kerak el 1509, de Safad el 1511 i d'Hamat el 1513) que va poder fer la pau amb la tribu Jughayman el 1519/1520 i assegurar el pelegrinatge; fou finalment assassinat quan va intentar fer-se independent. La situació dels otomans sempre fou precària i la zona fou sota domini de poderoses nissagues locals fins al segle xix. La fortalesa va perdre importància. El 1840 el territori va passar sota ocupació egípcia (Ibrahim Pasha) i moltes de les fortificacions del castell foren destruïdes; els otomans la van recuperar poc després. A partir de 1893 els otomans van fer algunes construccions.
El 1910 els beduins de la zona dirigits per Qadar Majali es van revoltar i van intentar crear un estat a Transjordania, demanant ajut britànic que no va arribar. Majali va aconseguir dominar per un temps la zona entre el riu Zarqa i Maan, però finalment la revolta fou aplanada pels otomans

## Agermanaments
- Birmingham (Alabama), USA